# 小行星5228
小行星5228（英語：5228 Maca）是一颗围绕太阳公转的小行星。1986年11月3日，茲丹卡·瓦弗洛娃在克列特发现了此天体。
这颗小行星的绝对星等为128.4251752137111等。